# 天坛座μb
天坛座μ星b是一颗环绕天坛座μ运行的系外行星，其质量至少为木星质量的1.5倍，轨道周期为643.25地球日。科学家于2002年12月12日对外宣布发现了该行星。最初，科学家认为该行星的轨道离心率较大， 不过后来得出的该行星系统的模型表明其轨道离心率值较小。 该行星可能是一颗类木行星，无固定表面。其与中央恒星的距离为1.497天文单位，处于液态水可能存在的适居带内。另外，如果该行星四周存在大型卫星，则该行星上就可能存在生命。不过由于该行星未能接收足够的紫外线，基于无生源论，生命的产生和演化可能将无以为继。 此外至今还不清楚在类木行星四周能否形成地球大小的卫星。